# Her Majesty
Her Majesty  är ett svenskt rockband från Göteborg, bestående bland annat av medlemmar från avsomnade Sludge Nation. Bandet har lånat sitt namn från en låt på albumet Abbey Road av The Beatles.

## Bandmedlemmar
- Måns Jälevik
- Chris Dahlgren
- Pieter Verdoes
- Jonas Kernell
- Timo Räisänen
- Patrik Herrström

## Diskografi

### Album
- Happiness, 2003
- The Past Is Not a Good Idea, 2004

### Singlar
- I'm Fire C'mon!
- F.U.N.E.R.A.L.
- Nobody
- You and Me Against the World
- The Past Is Not a Good Idea